# Musée archéologique de Patras
Le musée archéologique de Patras, inauguré le 24 juillet 2009 est, avec 8 000 m2, le deuxième plus grand musée de Grèce, après le musée de l'Acropole d'Athènes. Situé dans la banlieue de Patras dans le Péloponnèse, il retrace l'histoire de la région et de la ville de la préhistoire à la fin de l'époque romaine.
En plus des trois grands salles d'exposition, le musée propose un grand hall avec une boutique, une salle multimédia proposant une visite virtuelle, un amphithéâtre de conférences et une salle informatique pour les activités éducatives installés dans un dôme de titane, appelé la « tholos ».

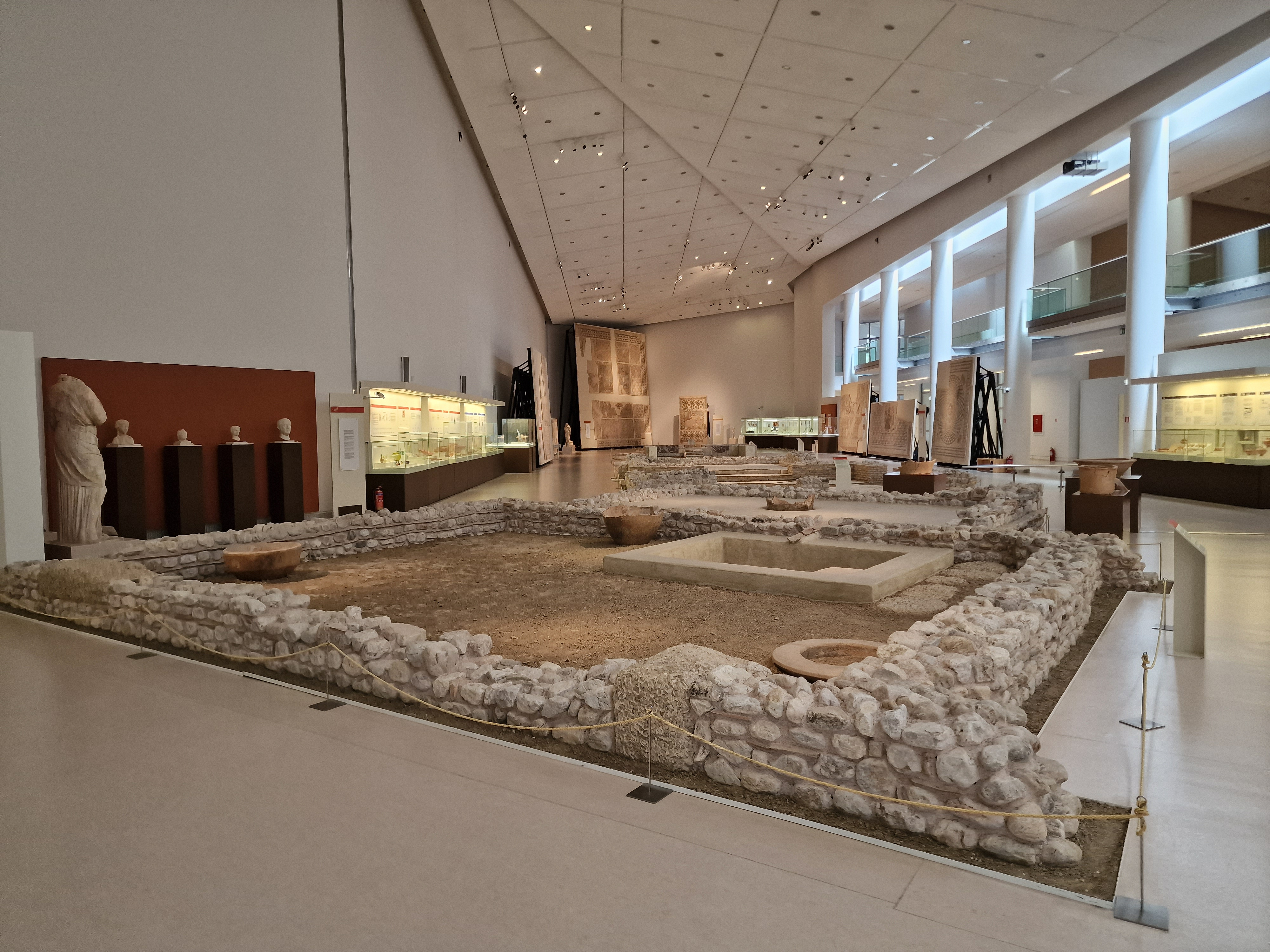
Aperçu de la première salle, consacrée à l'habitation et à la vie privée.

Sa construction, confiée à l'architecte Theofanis Bobotis, a coûté 21,5 millions d'euros.
Le musée a accueilli 16 000 visiteurs au cours de son premier mois d'ouverture.

## Collection
La collection est organisée en trois grandes salles thématiques et non archéologiques : vie privée, vie publique et nécropoles. Il s'agit aussi de mieux mettre en valeur les objets et œuvres d'art très abondants de la période des IIe et IIIe siècles de notre ère lorsque Patras devint un important port de l'Empire romain.

### Salle de la vie privée
L'immense galerie consacrée à la vie privée propose les habituels objets attendus dans un musée (poterie, outils, bijoux, objets de toilette, etc.).

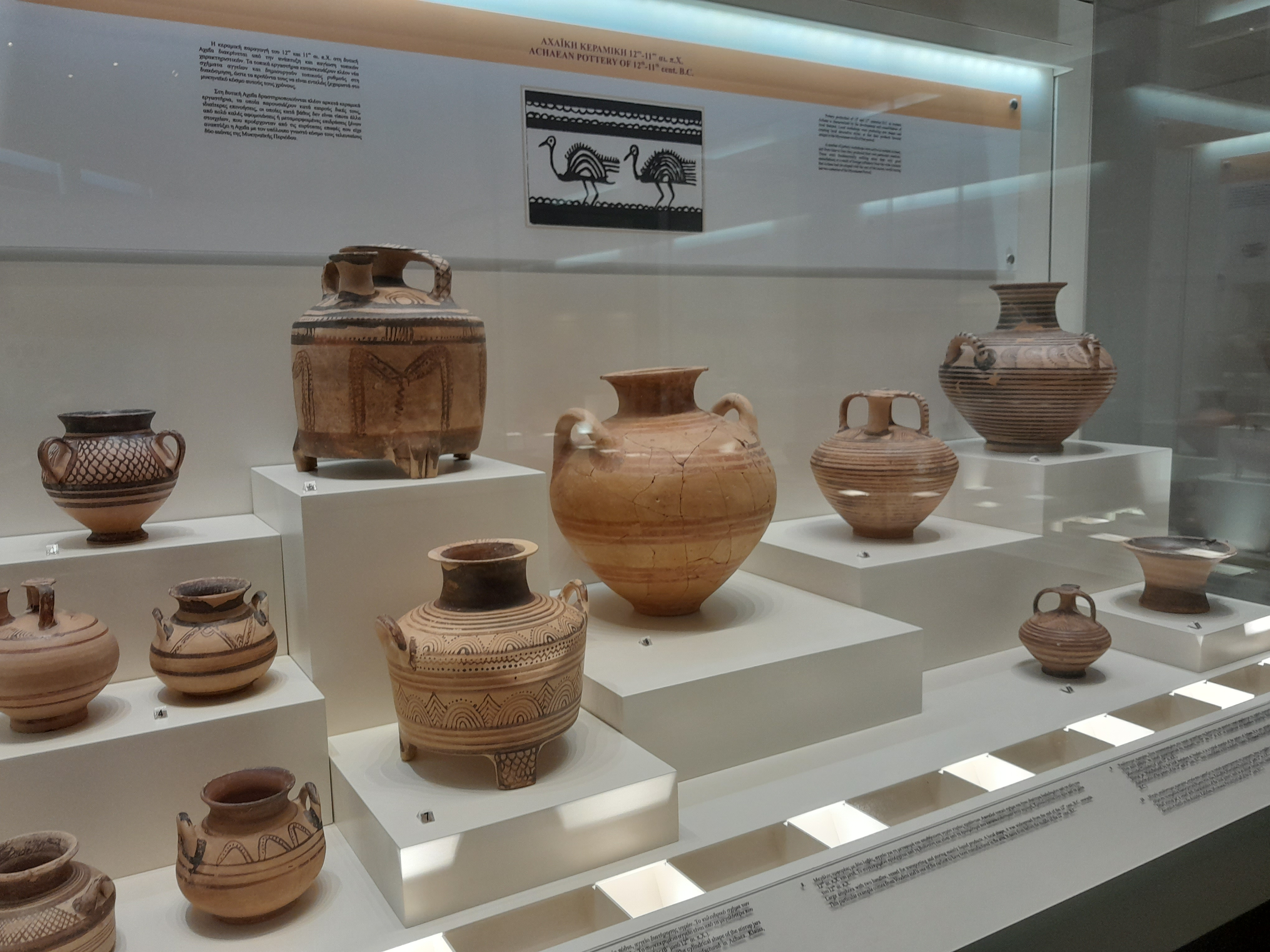
Collection de céramique d'époque mycénienne, de Patras.
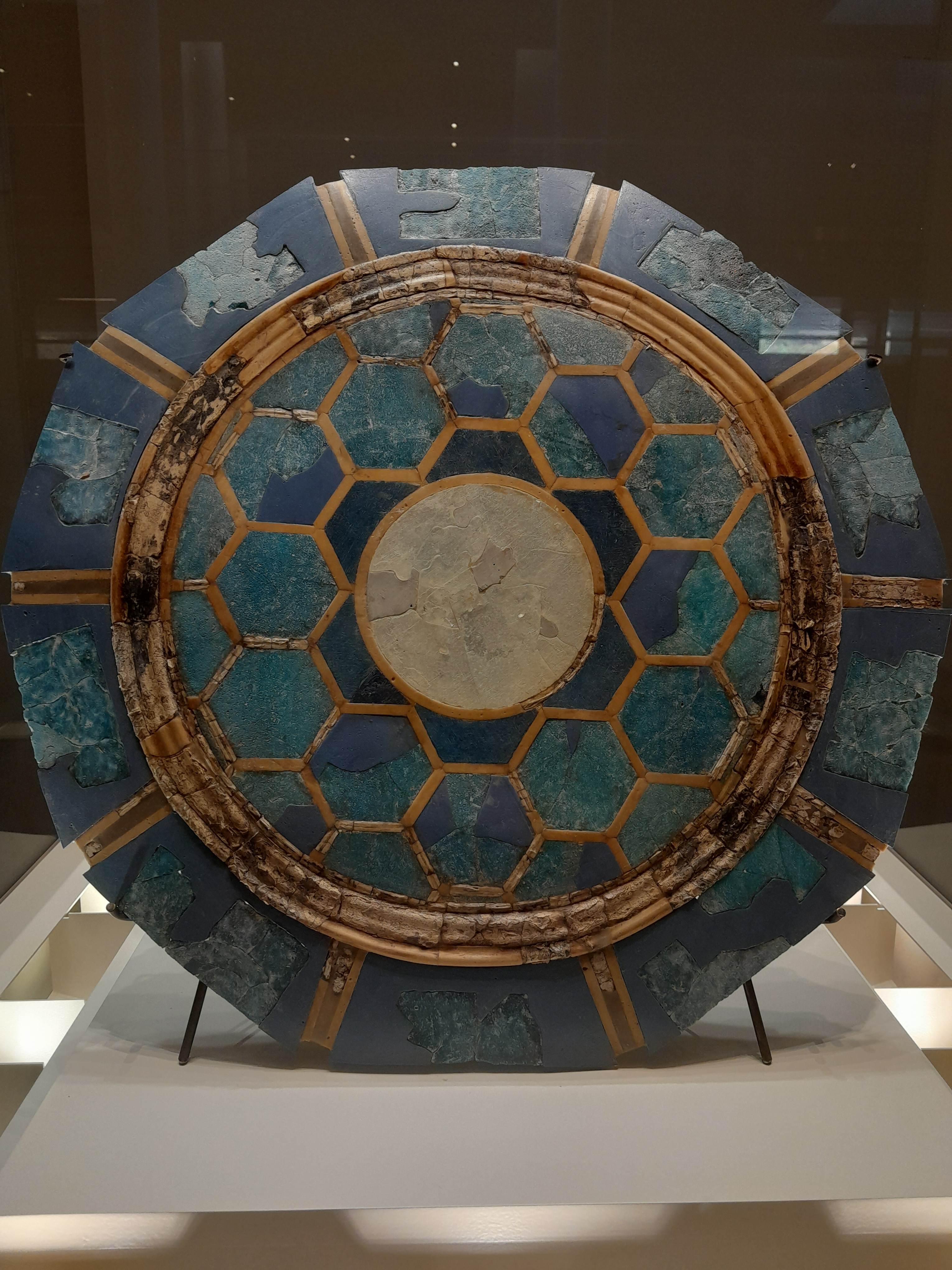
Panneau de verre polygonal, probable ornement d'une porte.
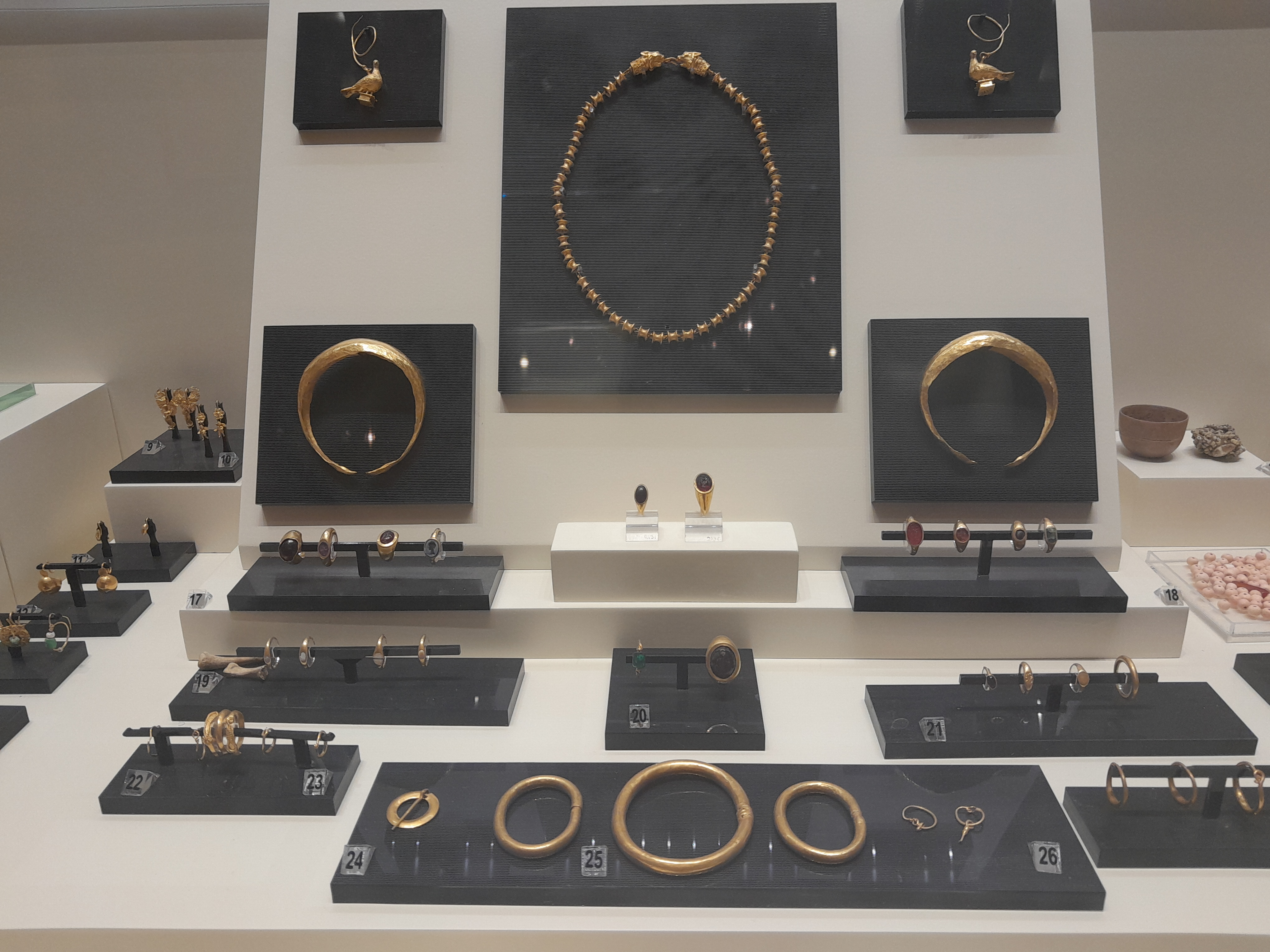
Collection de bijoux.

Surtout, deux habitations sont (partiellement) reconstituées : une villa rustica et une villa urbana (maison de campagne et maison de ville) organisées autour de quatorze sols en mosaïque pour un total de 300 m2 tandis que des projections expliquent les activités agricoles des villas romaines, les fouilles dont elles furent l'objet et leur reconstitution.

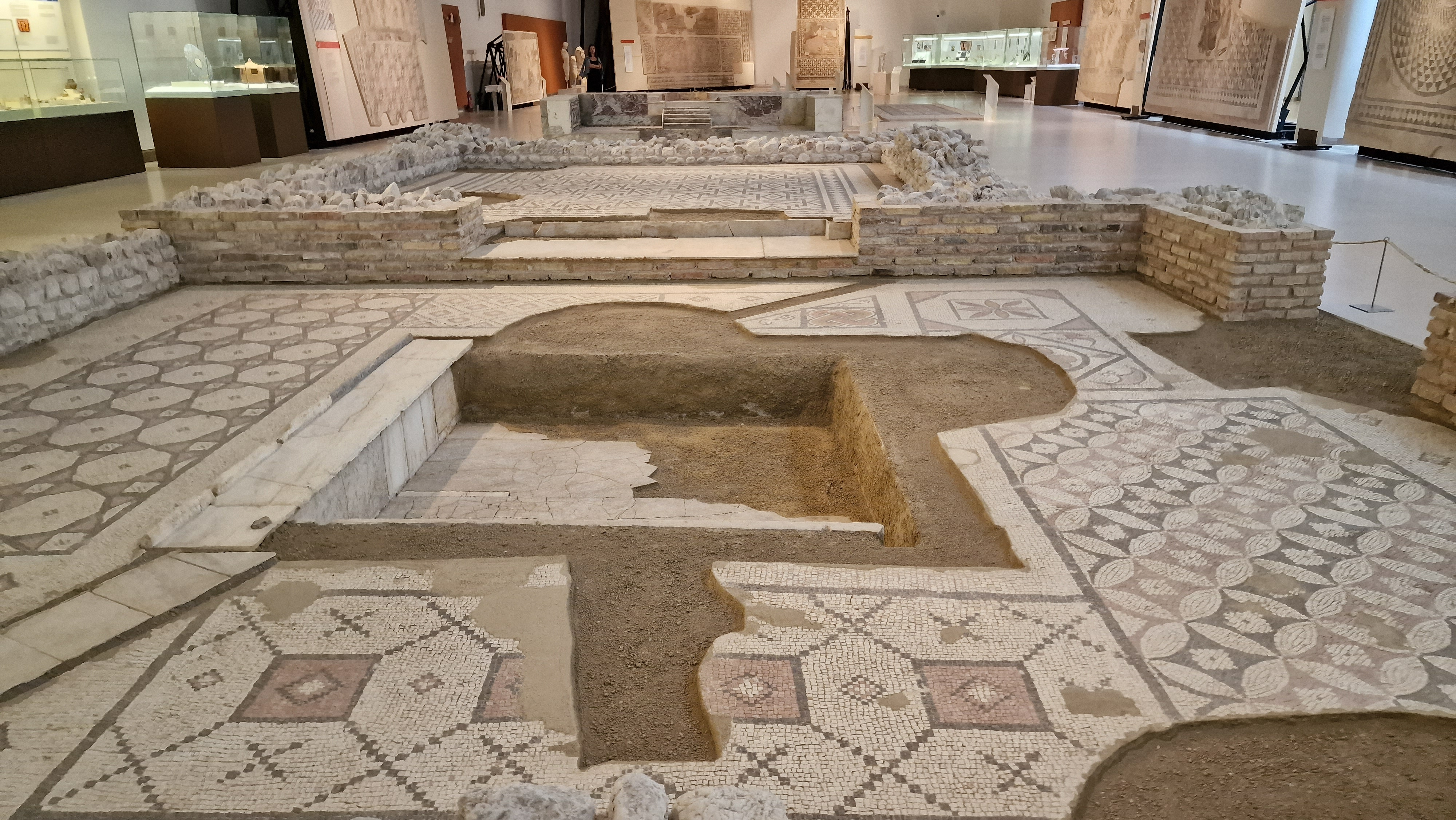
Villa romaine reconstituée.
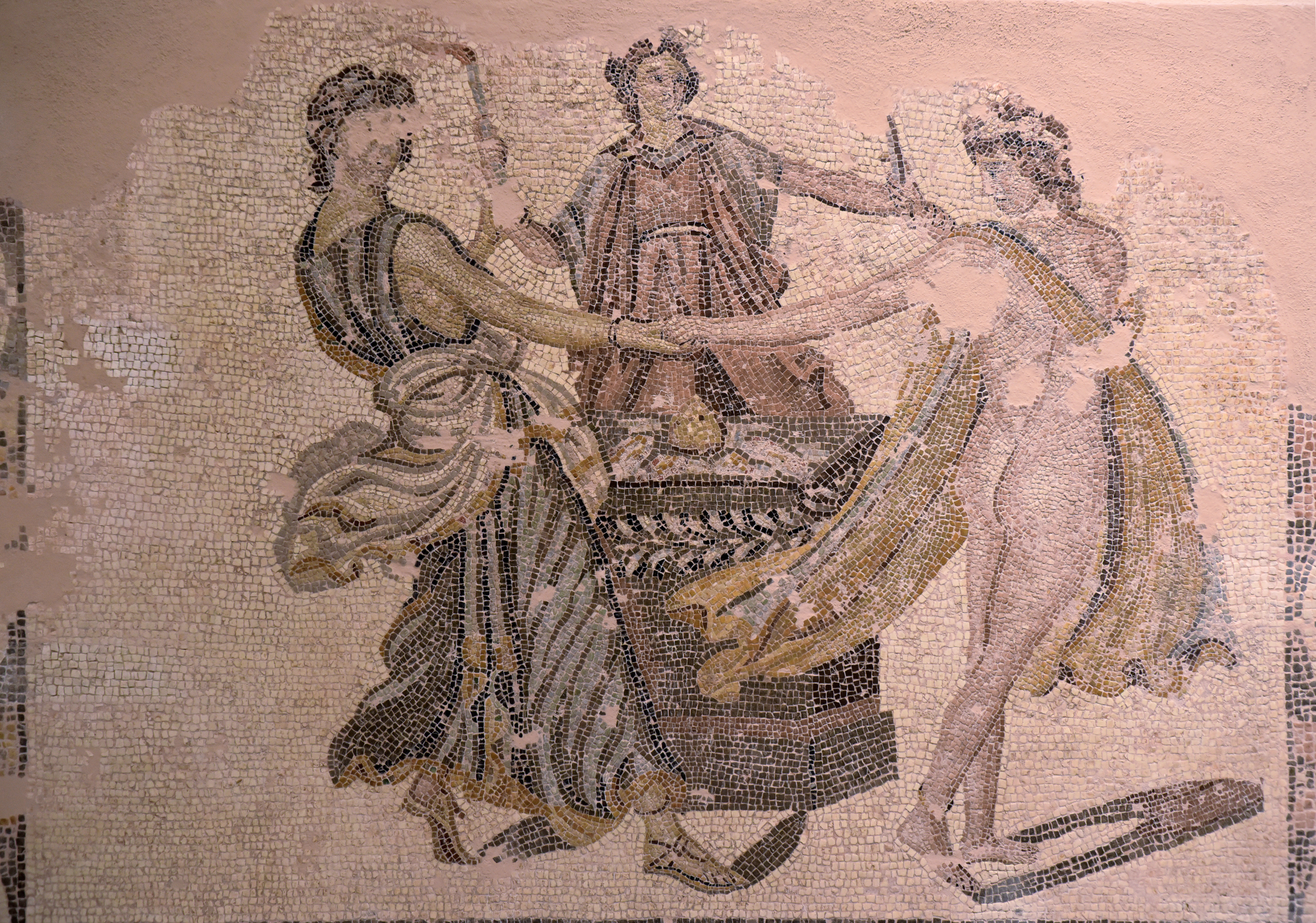
Mosaïque des Trois Grâces, provenant d'une villa romaine du IIIe siècle, de Patras.

Certaines des mosaïques sont présentées comme des tableaux, au mur. On peut y voir des créatures marines, des pêcheurs, des chasseurs, des têtes de Gorgone, des divinités fluviales, Pan faisant du vin et une Aphrodite nue à l'origine et qu'une intervention à l'époque chrétienne a rendu plus « décente ».

Mosaïques
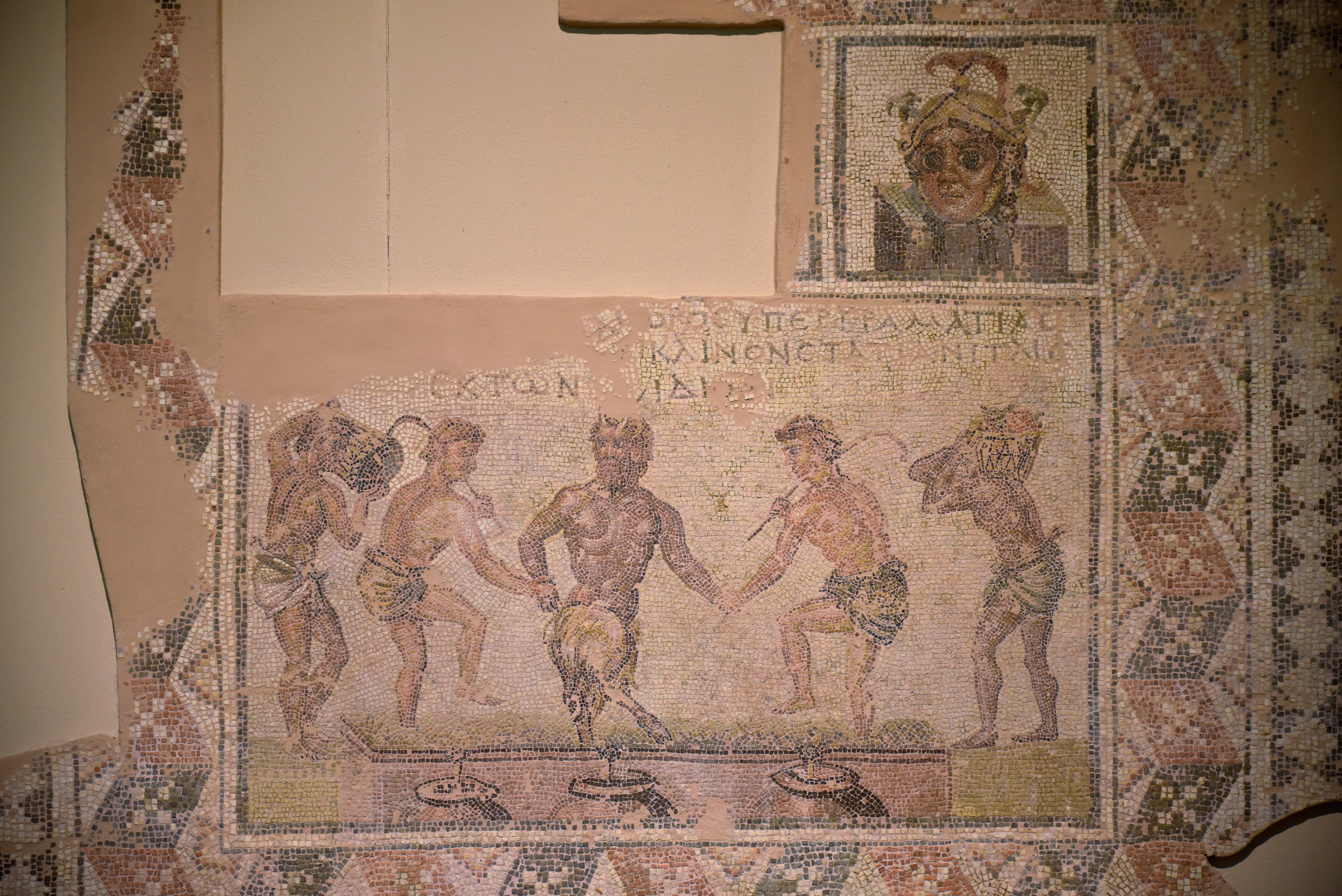
Villa romaine et mosaïque du dieu Pan.
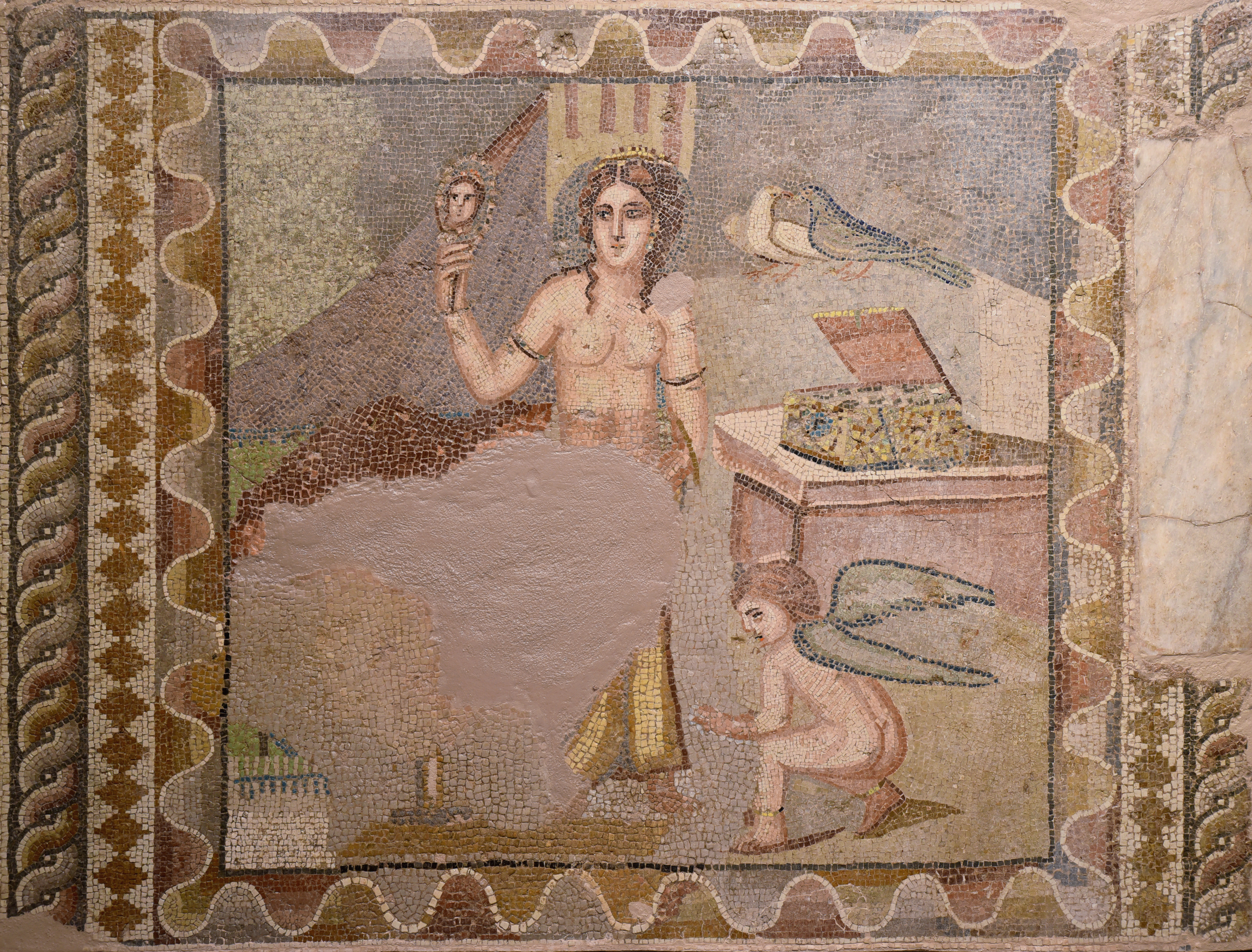
Mosaïque d'Aphrodite tenant un miroir. IIe siècle, Patras.
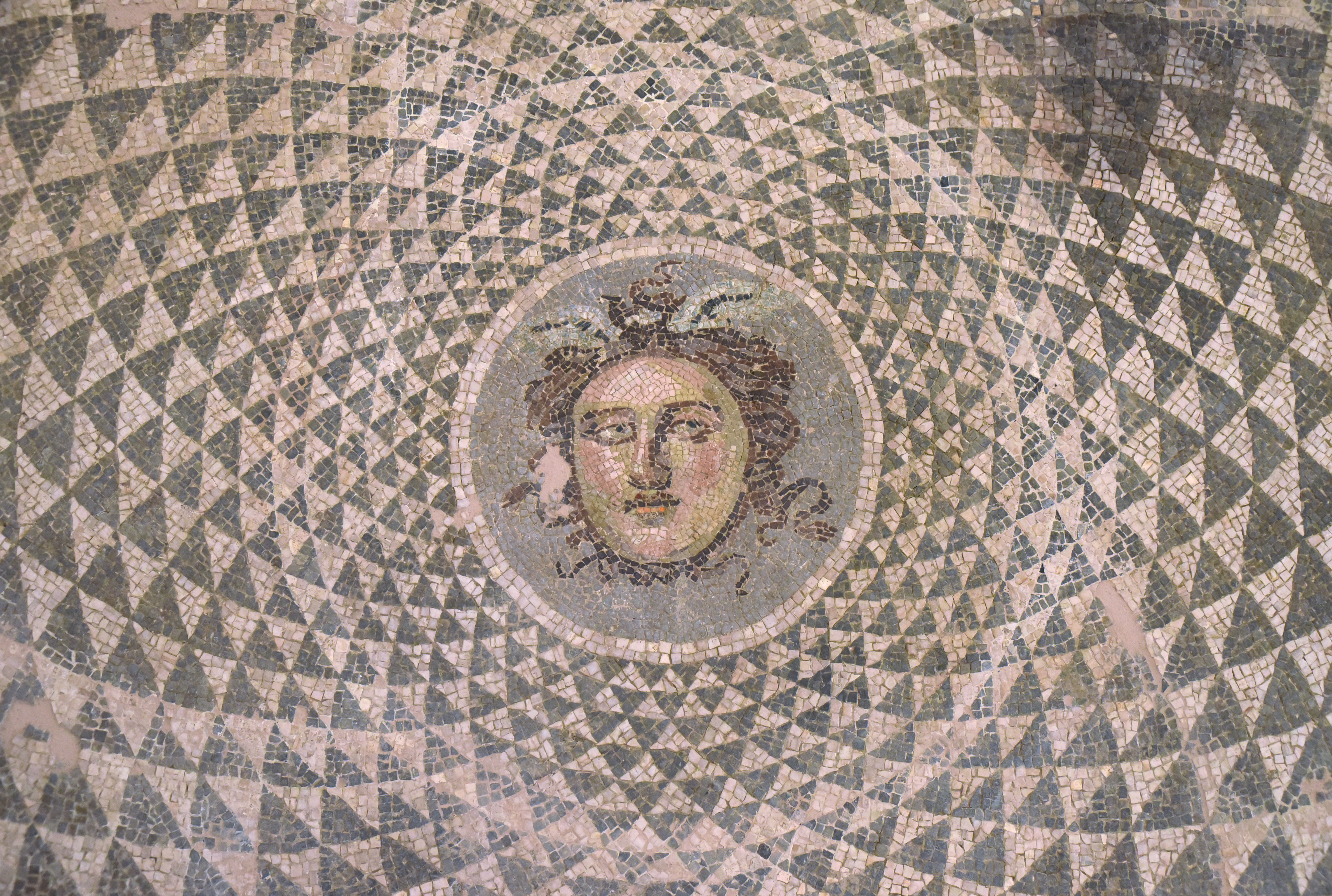
Sol en mosaïque, avec tête de Méduse. IIe siècle, Patras.

### Salle de la vie publique
Cette seconde salle montre la vie publique des habitants de l'Achaïe occidentale et de Patras de 1500 avant J.-C. à 400 après J.-C.
Bien que les mosaïques au sol se poursuivent ici, [ 10 ] cette salle montre les bâtiments publics et les infrastructures de la ville, [ 4 ] tels que les installations sanitaires, la construction de routes et de ponts. [ 9 ] La représentation d'un aqueduc , [ 14 ] révèle l'organisation administrative de la ville. [ 10 ] 
Les thèmes clés sont les formes d'administration, la guerre, le commerce, la navigation, [ 4 ] et les classes sociales. [ 17 ] Sont également présentés les domaines de la vie des habitants, comme la religion et les divertissements, [ 22 ] y compris la musique, les sports, l'art et la littérature.

Statues de dieux et de déesses
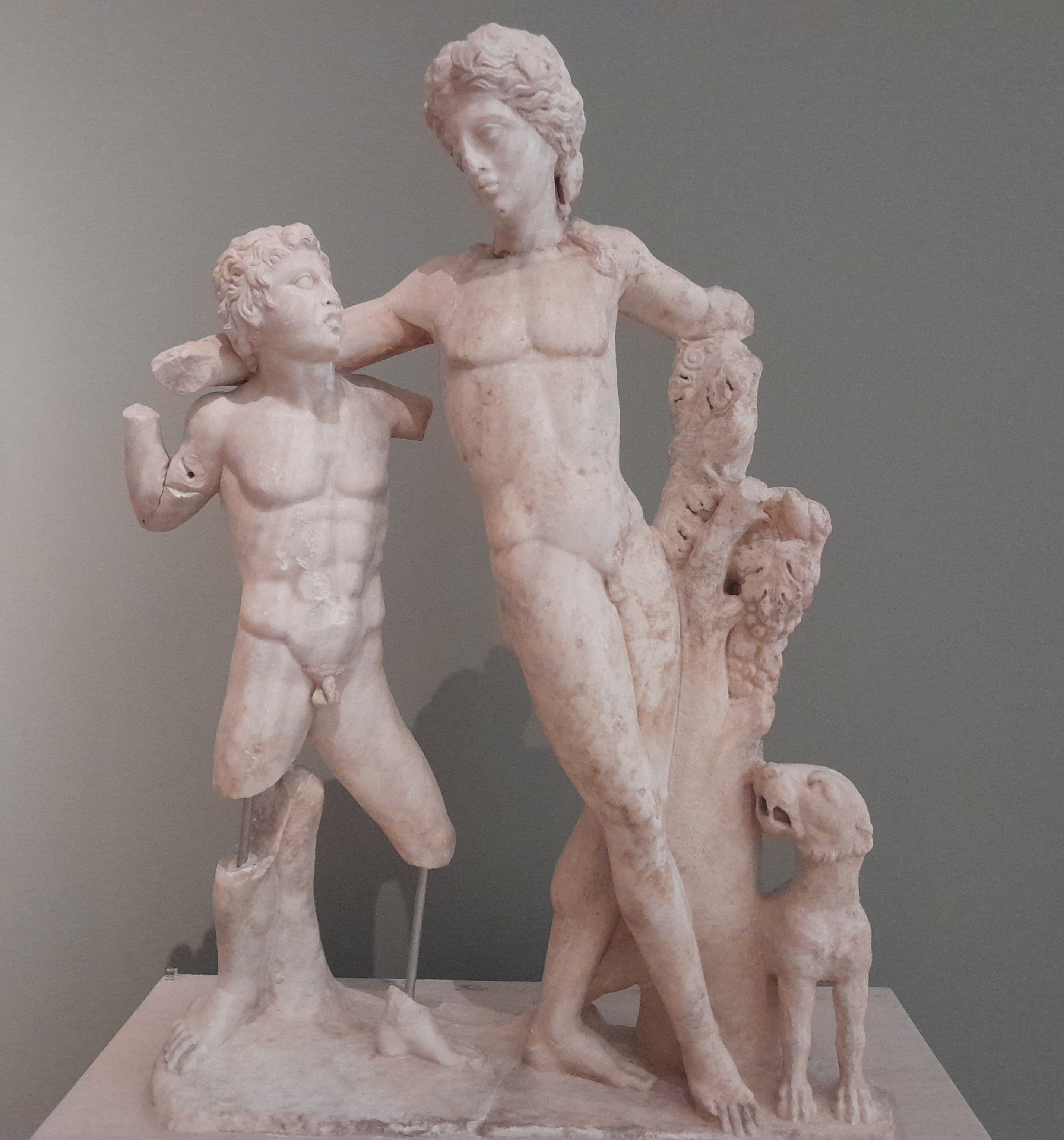
Dionysos accompagné d'un jeune satyre et d'un chien. Marbre, époque romaine.
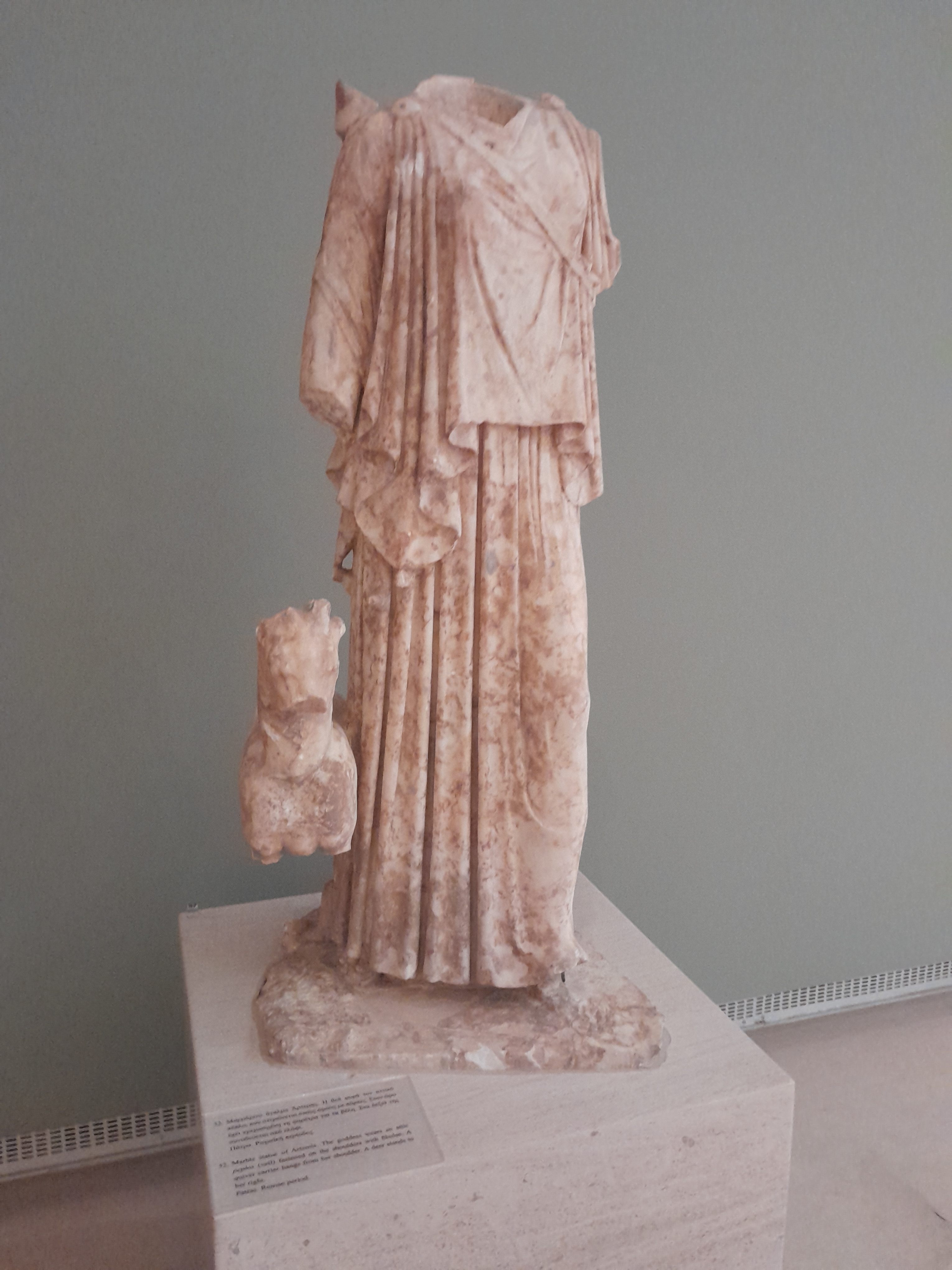
Artémis en péplos, accompagnée d'un chevreuil. Marbre, période romaine.
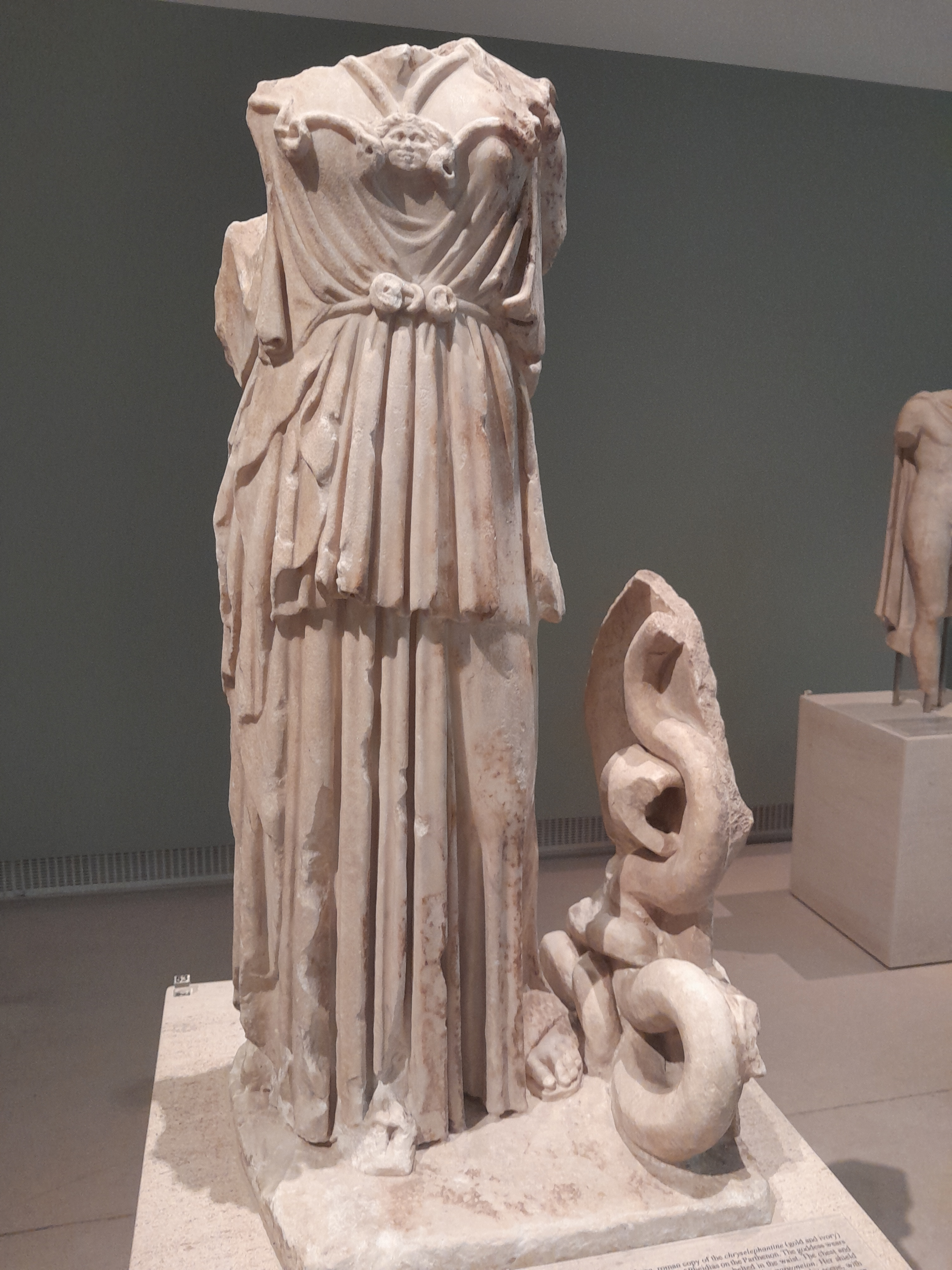
Copie réduite de la statue de l'Athéna Parthénos de Phidias, du Parthénon d'Athènes. Statuette romaine, marbre.
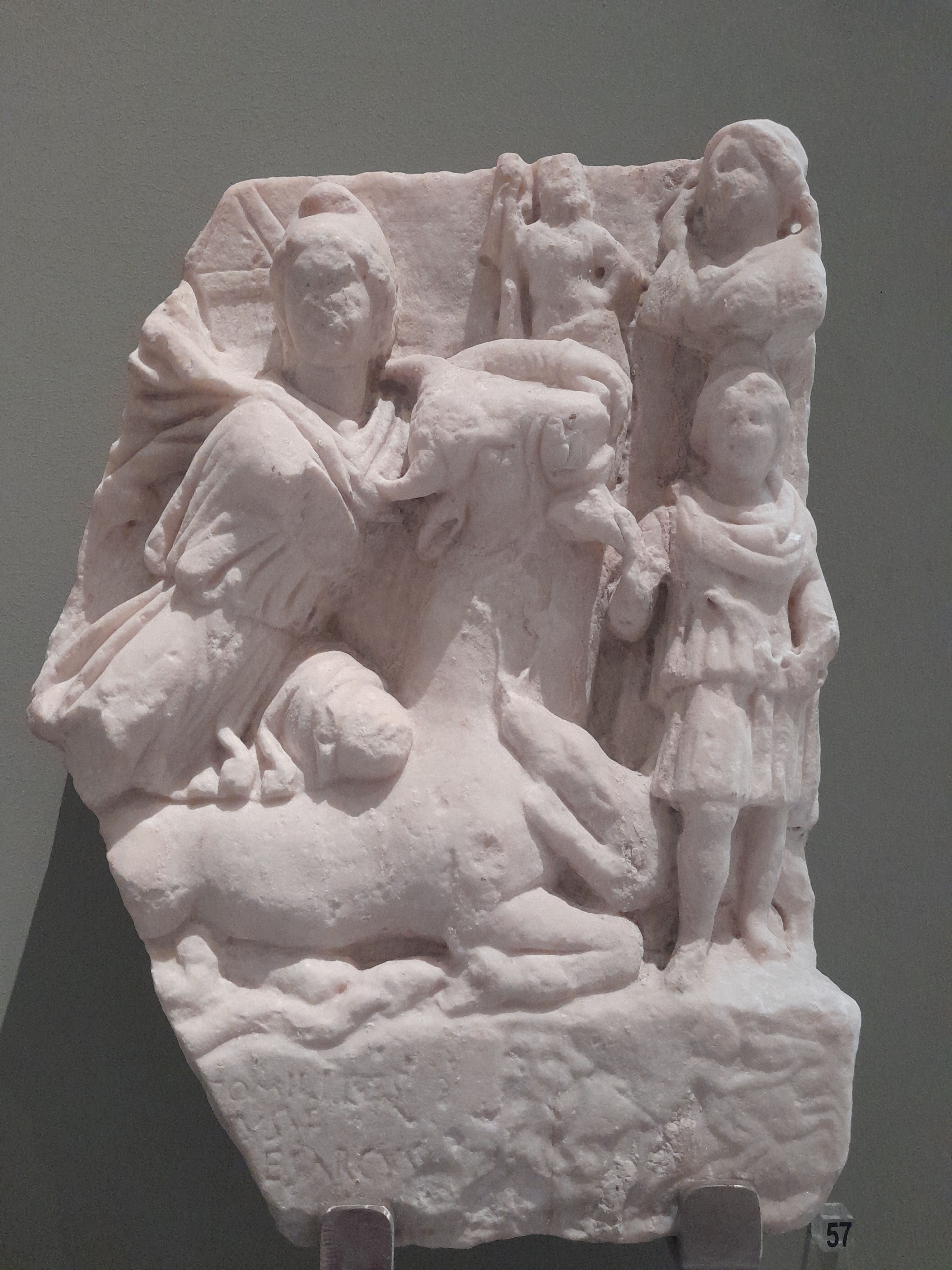
Le dieu perse Mithra tuant un taureau. Époque romaine, IIIe siècle.

Soixante statues en marbre de dieux et de fonctionnaires romains incarnent la vie sociale. [ 17 ] Une section est consacrée à des ensembles d'armes de la province de Patras. [ 22 ]

Armes et casques de guerriers en bronze
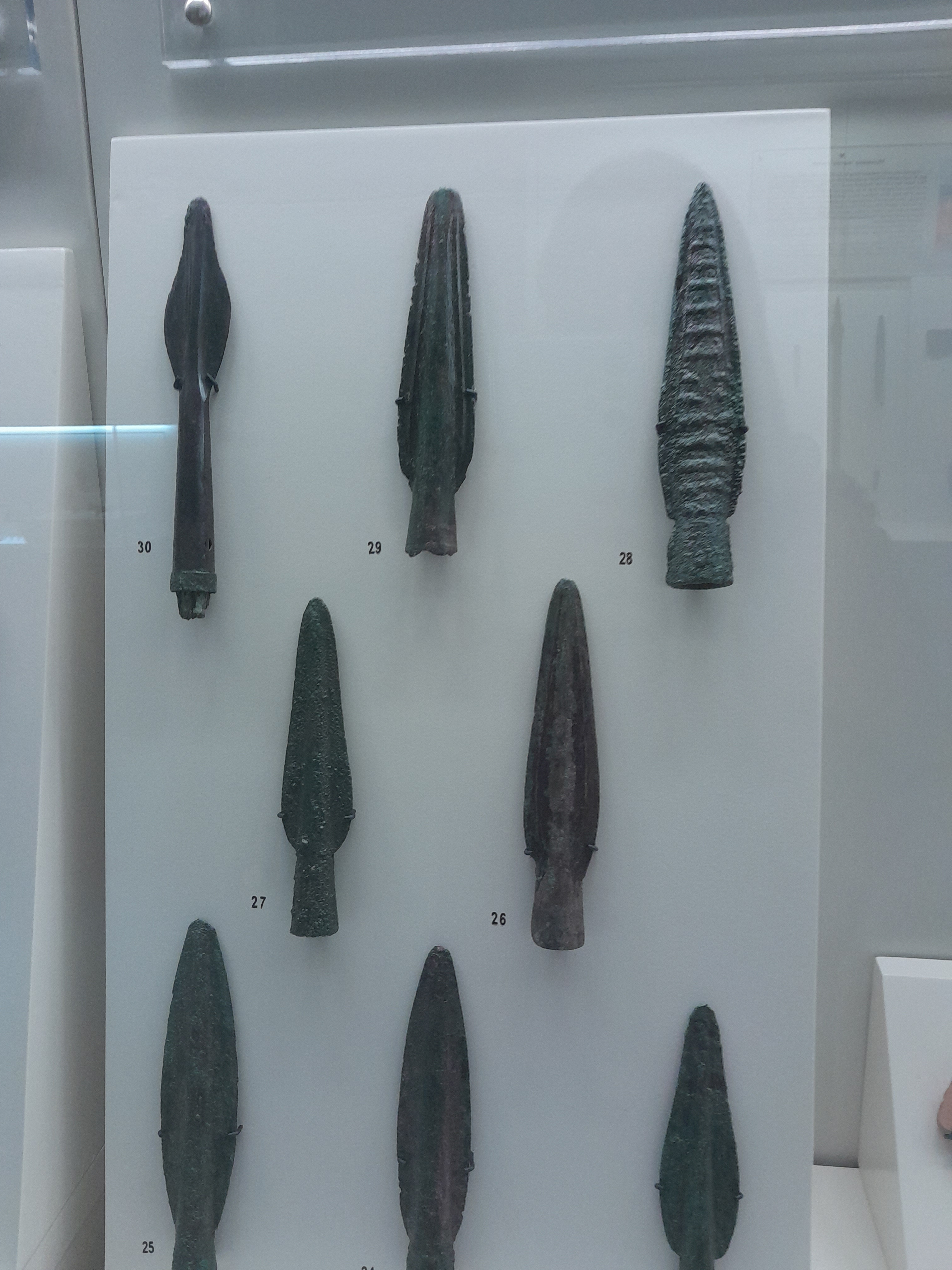
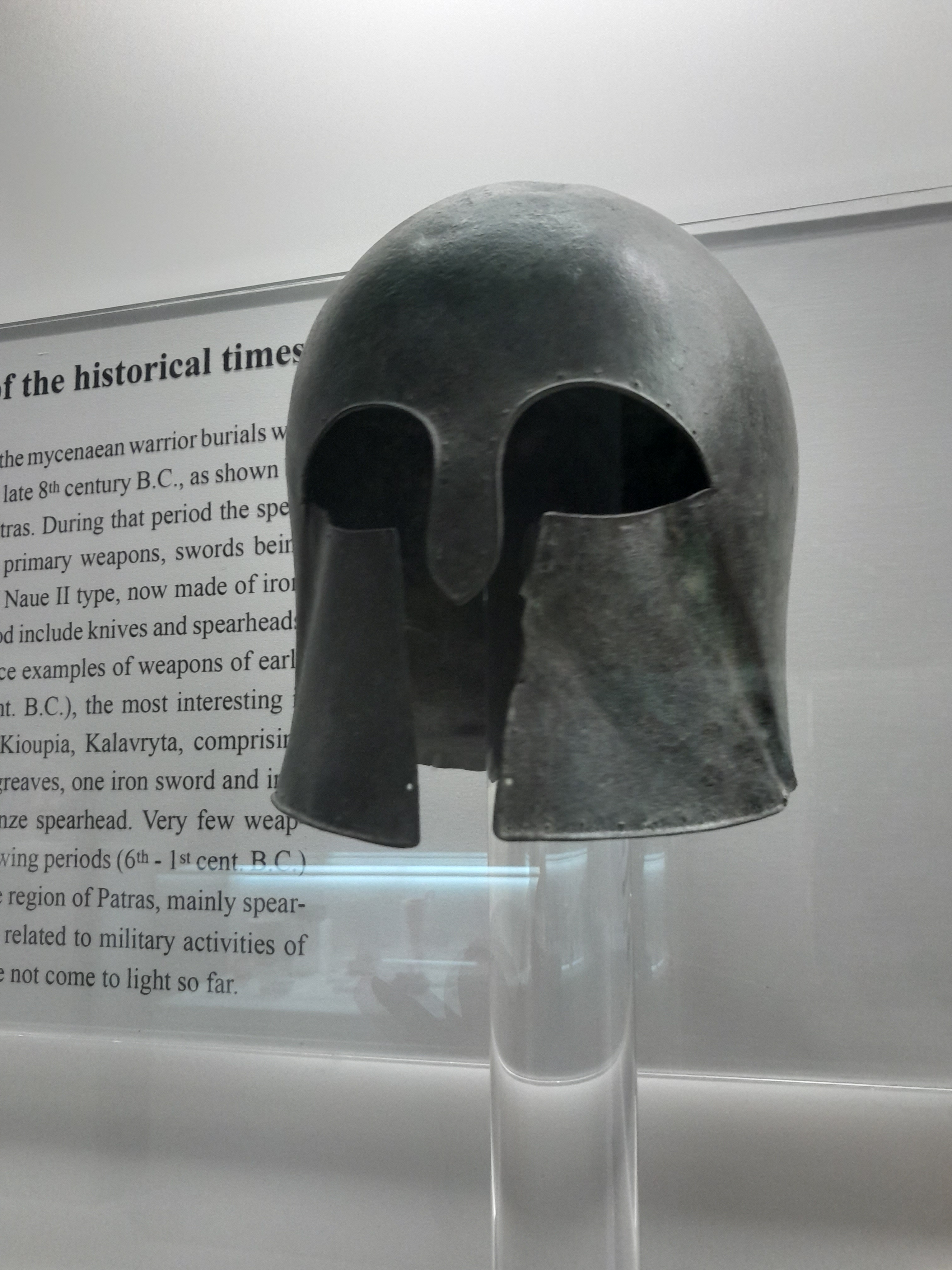
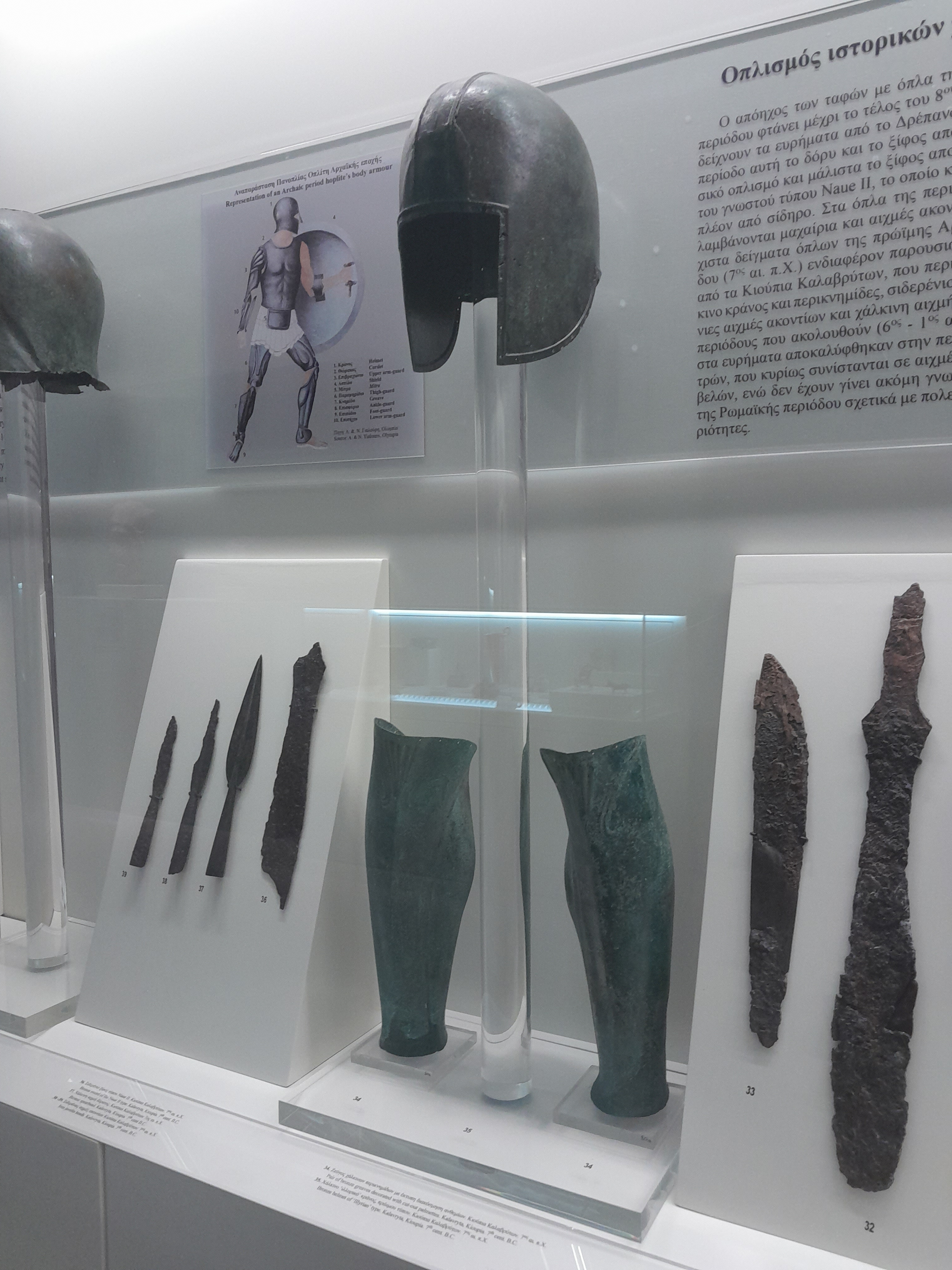

### Nécropoles

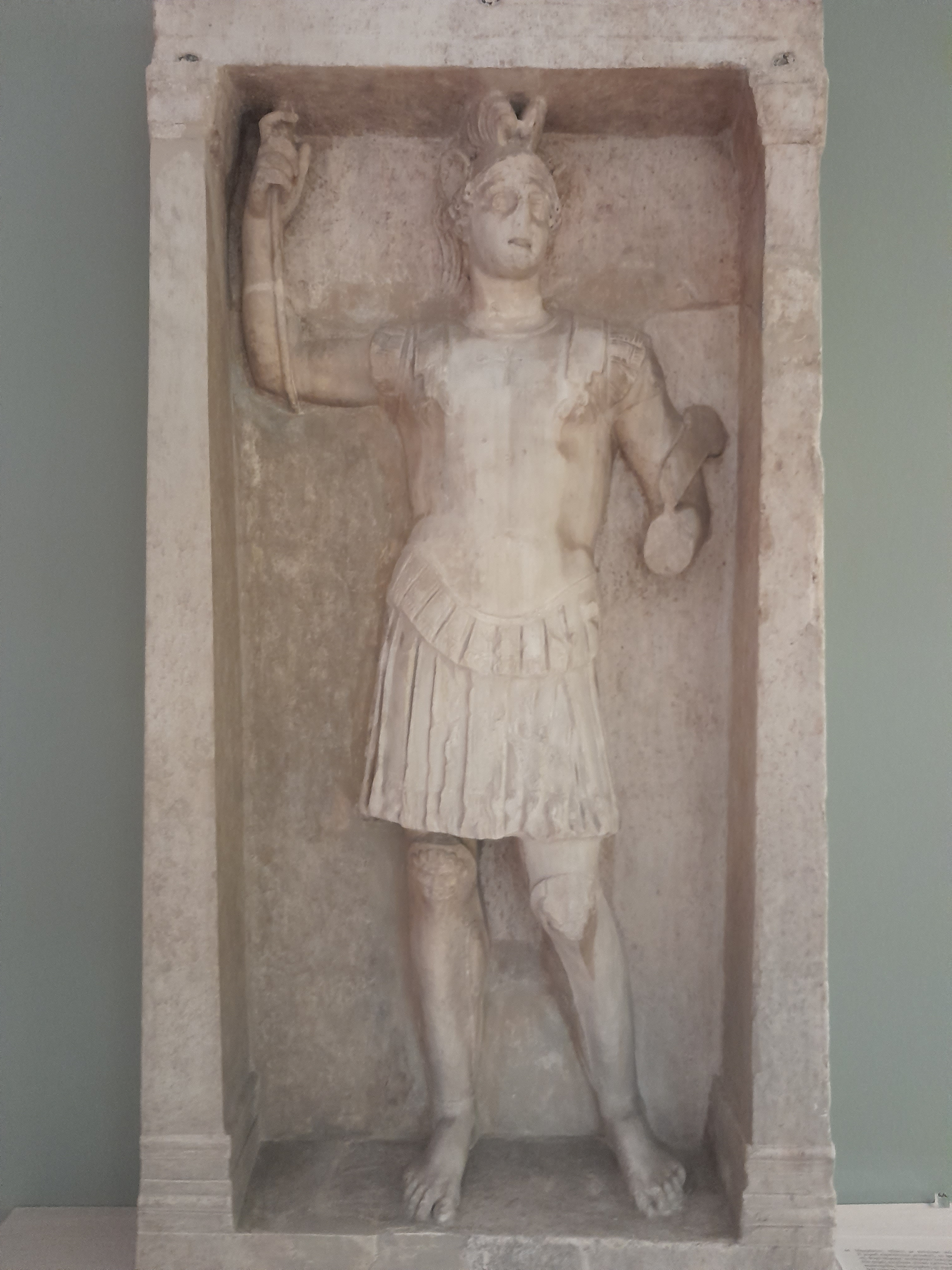
Naïskos du guerrier de Patras. Ier siècle av. ou ap. J.C.

La troisième salle, consacrée aux nécropoles des environs de Patras, couvre une superficie de 500 m². [ 5 ] Elle traite des croyances et cérémonies entourant la mort [ 10 ], ainsi qu'aux coutumes funéraires des temps historiques. [ 17 ]
La galerie propose elle aussi des reconstitutions : une chambre funéraire mycénienne creusée dans la roche ; un pithos géométrique ; une tombe classique couverte de tuiles ; une tombe romaine à ciste et une exèdre romaine, avec le mobilier funéraire. Des couronnes funéraires ont aussi été reconstituées sur quelques crânes, afin de mieux expliquer les rituels.
Les cimetières decouverts dans les environs s'étendent de l'époque mycénienne à la fin de l'époque romaine. [ 15 ] Plus de 40 cimetières mycéniens ont été trouvés autour de Patras. Richement décorés, ils témoignent de la prospérité de la région à cette époque. [ 23 ]
Les tombes illustrent les coutumes de leur civilisation. [ 9 ] À titre d'exemple, [ 4 ] une fosse contenant quatre sarcophages partiellement décorés est présentée au musée telle qu'elle a été découverte lors des fouilles. [ 21 ] Une tombe sculptée mycénienne a été reconstruite, [ 5 ] ainsi qu'un grand monument funéraire de l'époque romaine. [ 21 ]
Dans l'Antiquité en général [ 17 ] et dans l'ancienne Patras en particulier, la crémation était fréquemment pratiquée, [ 21 ] comme en témoignent divers types d'urnes. [ 17 ] D'autres preuves de la culture funéraire [ 4 ] sont les riches objets funéraires du IIe siècle exposés [ 24 ], tels que des bijoux, des objets en verre et des couronnes funéraires fabriqués à partir de matériaux de haute qualité. [ 17 ]

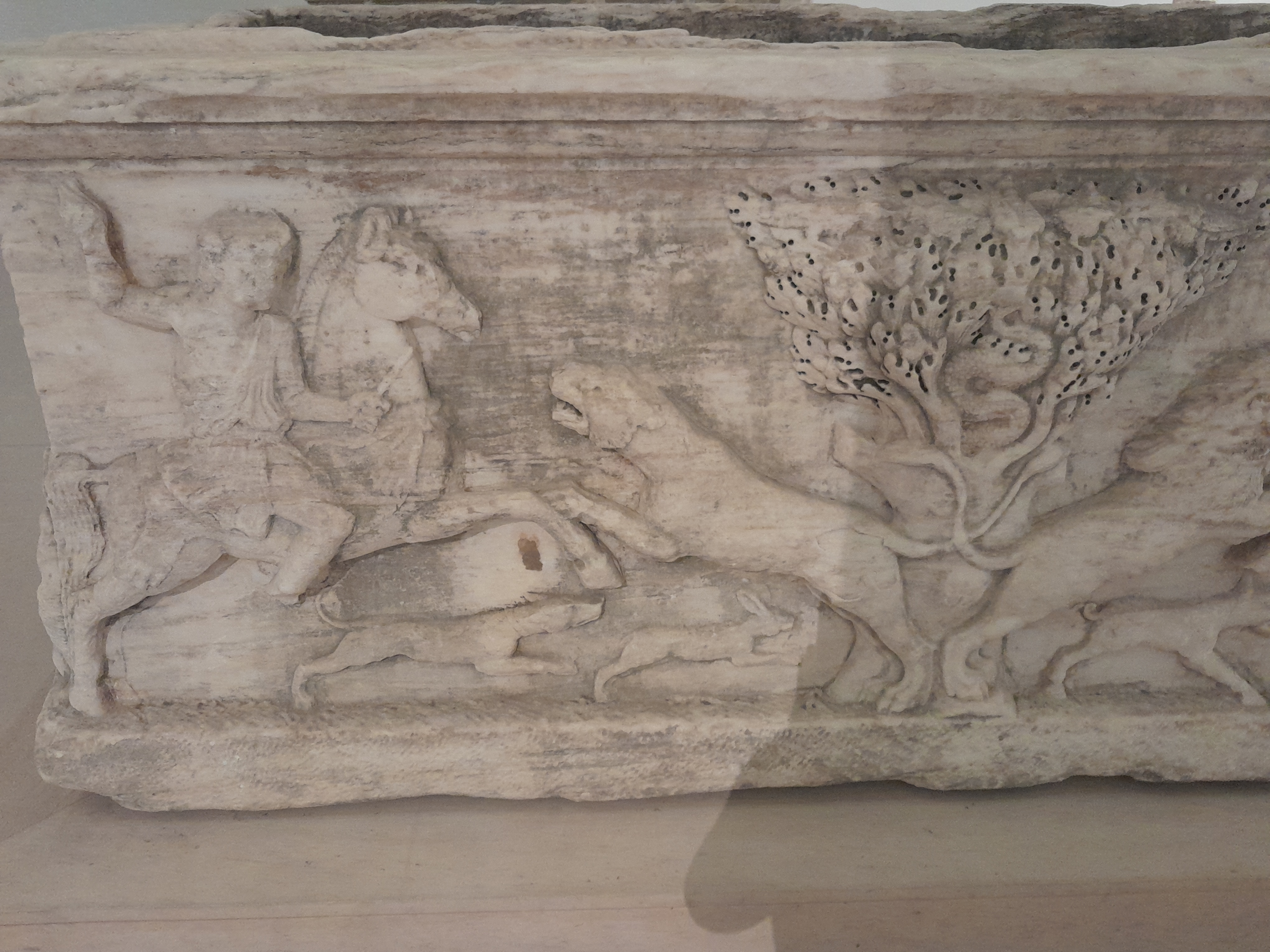
Sarcophage du IIe siècle.
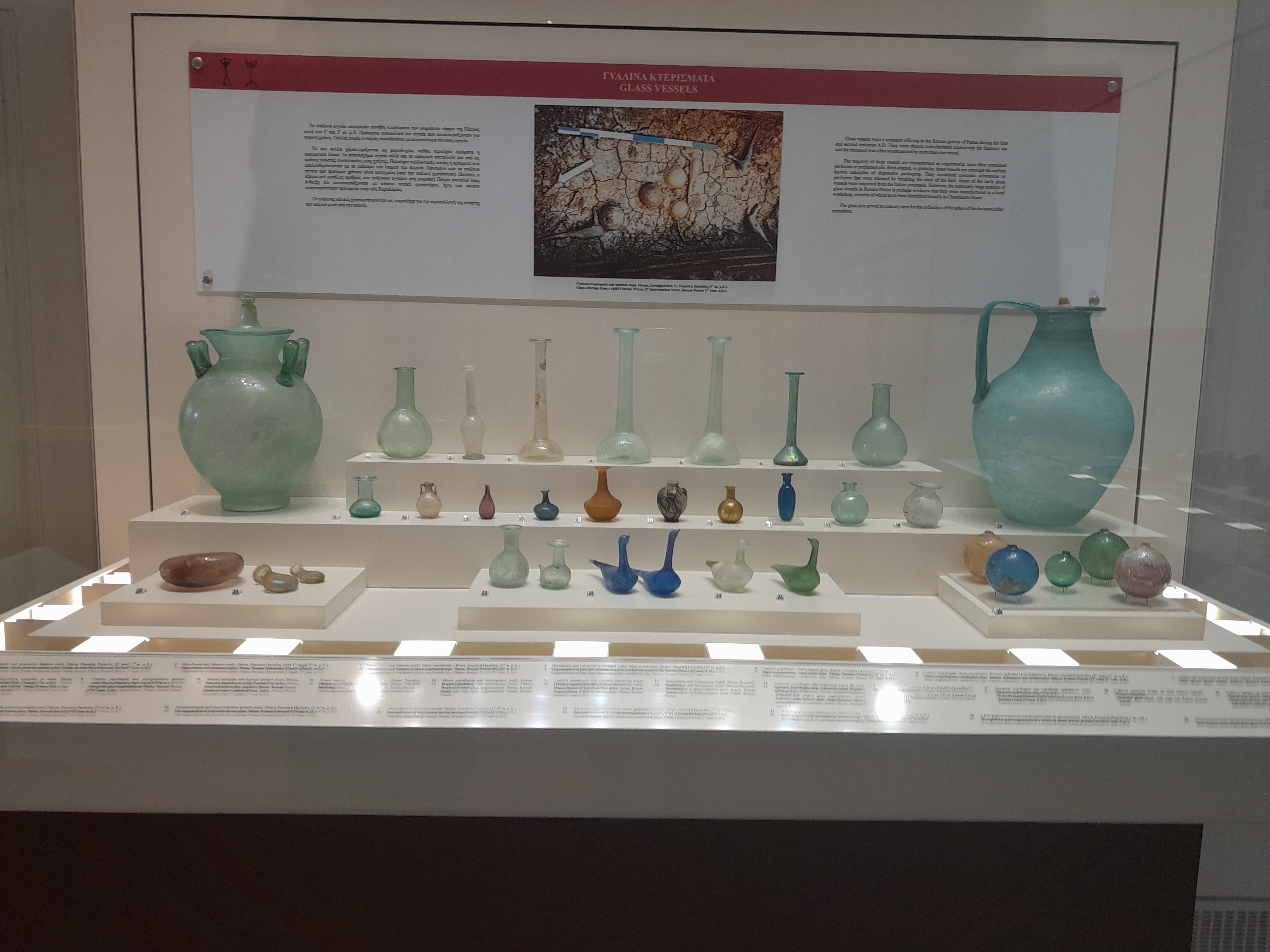
Objets funéraires en verre.

### Expositions temporaires

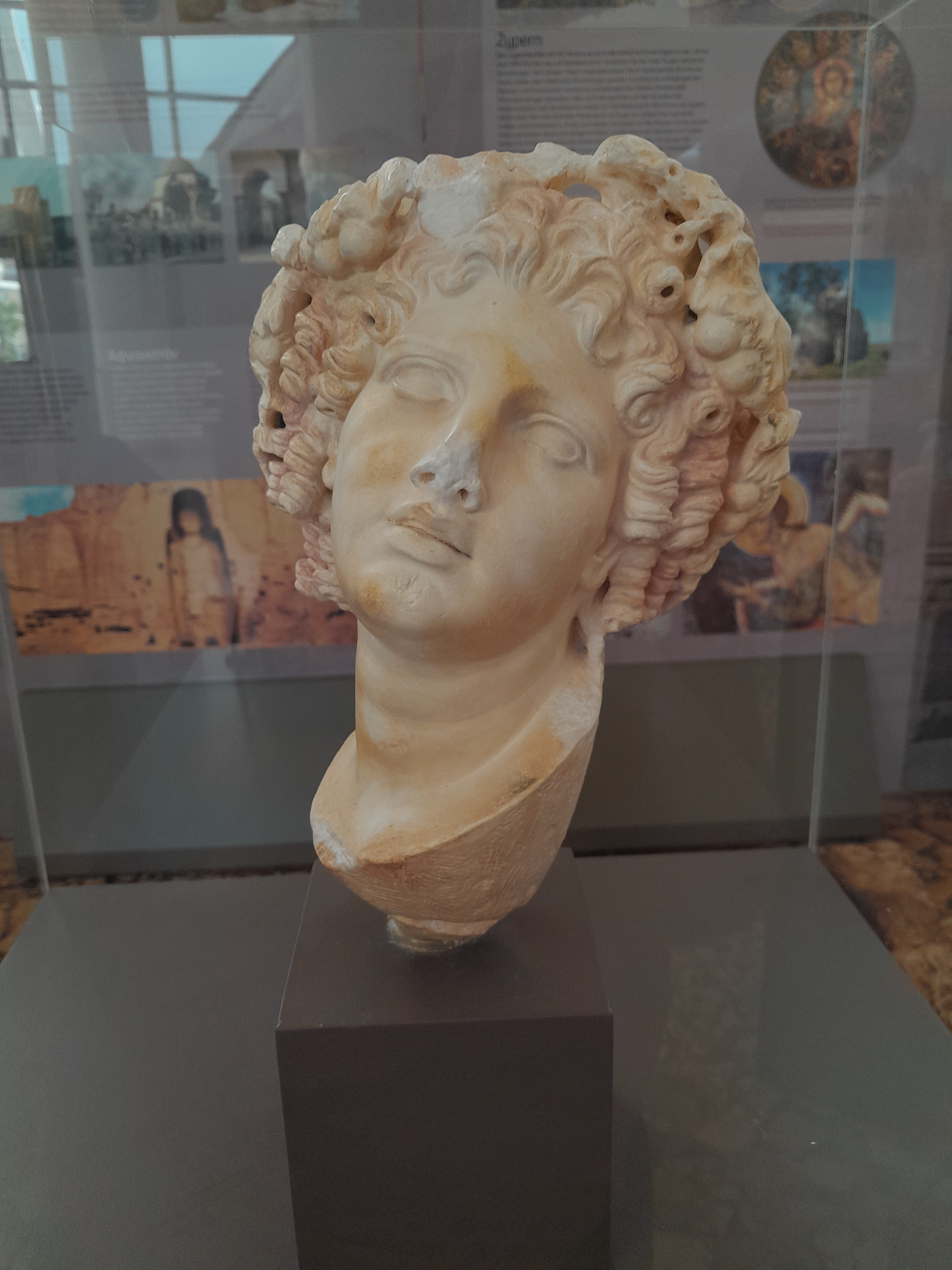
Tête de Dionysos, de Corinthe.

Les objets archéologiques présentés au musée proviennent pour la plupart de fouilles menées depuis le début du XXe siècle. [ 25 ] Le musée expose des objets datant du IVe millénaire av. J.-C. au IVe siècle apr. J.-C. Les objets proviennent de la ville de Patras et ses environs, ainsi que du sud et de l'ouest de l'Achaïe. [ 3 ] La culture mycénienne et la période de l'Empire romain sont principalement représentées. Certains vases en verre témoignent d'une grande maîtrise technique. Les pièces témoignent de la coexistence et de la paix entre les différents peuples entre 200 et 300 apr. J.-C. [ 4 ]
Plusieurs objets ont été prêtés temporairement à l'étranger : au Japon, en Allemagne et aux États-Unis. [ 15 ]

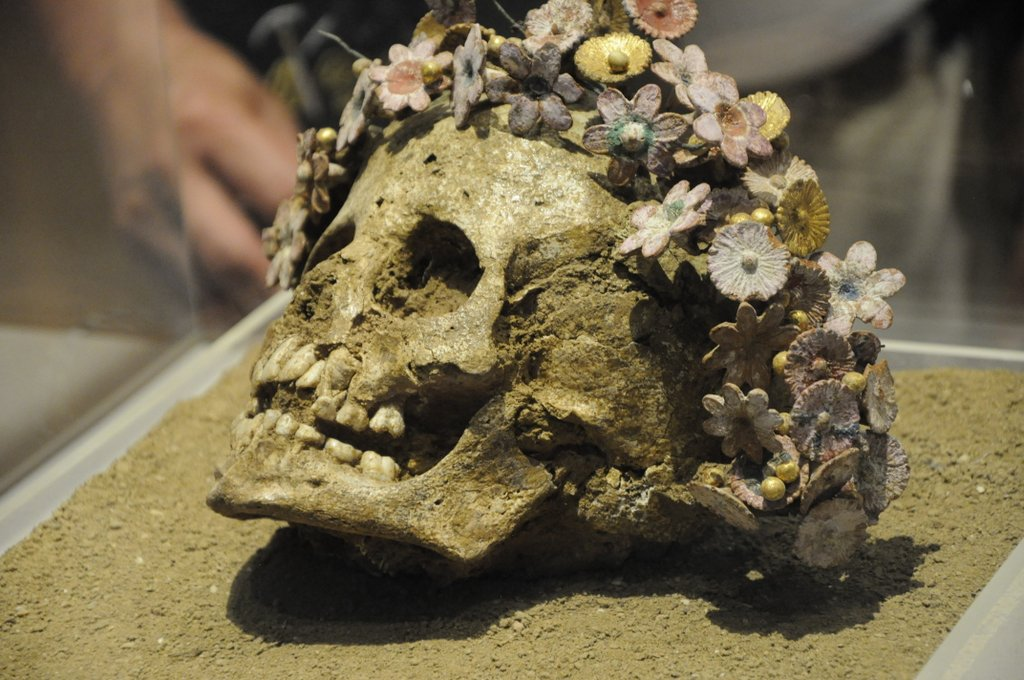
Crâne d'une petite fille, avec une couronne de fleurs en argile, vers 300-275 av. J.-C.

Parmi des artefacts similaires se trouve un objet souvent décrit comme touchant : le crâne d'une jeune fille avec une couronne de fleurs. [ 6 ] Son époque est estimé entre 300 et 275 av. J.-C. [ 7 ] L'os du crâne présente des dommages, dont on ne sait s'ils ont été causés de son vivant ou à titre posthume. [ 26 ] La couronne est en fil de bronze, décorée de fleurs d'argile dorées et colorées. Outre la glaçure rouge hellénistique bien connue, les couleurs rose, bleu et vert semblent avoir été appliquées après la cuisson. [ 27 ] D'après le riche mobilier funéraire, cette sépulture appartiendrait à une famille aisée, peut-être celle d'un aristocrate de l'élite macédonienne, soldat des campagnes d'Alexandre le Grand. [ 26 ]